# Petropavlovska trdnjava
Petropavlovska trdnjava (rusko Петропавловская крепость, Petropavlovskaja krepost) je bila sprva sanktpeterburška citadela, ustanovljena leta 1703 na ukaz ruskega carja Petra Velikega. Zvezdasta trdnjava se je gradila od leta 1706 do 1740 po načrtih Domenica Trezzinija. V 1920. letih je bila še vedno v rabi kot zapor. 
Obnovljena trdnjava je osrednji in najpomembnejši objekt Državnega zgodovinskega muzeja Sankt Peterburga, ki je postopoma postal izključni lastnik trdnjave. Izjema je zgradba Sanktpeterburške kovnice (rusko Monetnij dvor).

## Zgodovina

### Od ustanovitve do leta 1917
Trdnjavo je ustanovil Peter Veliki 16. maja (po gregorijanskem koledarju 26. maja) 1703 na majhnem Zajčjem otoku ob severnem bregu reke Neve. Otok je prvi v nizu otokov v Nevini delti. Trdnjava je bila zgrajena na vrhuncu velike severne vojne (1700-1721), da bi branila novo rusko prestolnico pred mogočim protinapadom Švedov, vendar ni nikoli služila svojemu namenu. Prva trdnjava s šestimi bastijoni je bila zgrajena v enem letu iz lesa in zemlje. Leta 1706 se je začela graditi trdnjava iz kamna.
Od okoli leta 1720 je bila baza mestne garnizije in zapor za visoko rangirane politične zapornike. Glavni zaporniški blok je po obnovi v 1870-ih letih postal Bastijon Trubeckoj. Prvi zapornik, ki je pobegnil iz trdnjavskega zapora, je bil anarhist, knez Peter Kropotkin leta 1876. Med znanimi osebami, zaprtimi v »ruski Bastilli«, so bili: Šneur Zalman Liadski, carjevič Aleksej Petrovič, Artemij Volinski, Tadeusz Kościuszko, Aleksander Radišev, Grigorij Danilevski, Mihail Bakunin, Fjodor Dostojevski, Maksim Gorki, Boris Nikolajevič Nikitenko, Nikolaj Gavrilovič Černiševski, Lev Trocki in Josip Broz Tito.

### Ruska revolucija in obdobje po njej
Med februarsko revolucijo leta 1917 so 27. februarja trdnjavo napadli uporniški vojaki Pavlovskega polka in osvobodili ujetnike. Pod začasno revolucionarno vlado je bilo v trdnjavi zaprtih nekaj sto carskih častnikov.
8. marca so uporniki na povratku iz Mogileva v Carsko selo ujeli carja Nikolaja II. in mu grozili z ječo v Petropavlovski trdnjavi, vendar so grožnjo omilili na hišni zapor. V julijski demonstracijah se je 4. julija cela trdnjavska garnizija 8.000 mož izrekla za boljševike. 6. julija se je brez odpora vdala vladnim silam.
25. oktobra 1917 je trdnjava hitro padla v roke boljševikom. Sledil je ultimat Petrograjskega sovjeta ministrom začasne vlade v Zimskem dvorcu. Po opozorilni salvi s križarke Aurora ob 21. uri so s trdnjave na Zimski dvorec  izstrelili  okoli trideset granat. Zadeli sta samo dve in povzročili manjšo škodo. 26. oktobra ob 2 h 10 min so Zimski dvorec zavzeli uporniki pod poveljstvom Vladimirja Antonov-Ovsejenka. Ujete ministre so odpeljali v zapor v Petropavlovsko trdnjavo.
Že leta 1924 je bila večina trdnjave preurejena v muzej. Leta 1931 je bil v trdnjavi zgrajen laboratorij za dinamiko plinov, ki je bil med letalskomi napadi v  drugi svetovni vojni zelo poškodovan. Po vojni je bil v celoti obnovljen in je zadaj prvovrstna turistična zanimivost.

## Zanimivosti
V trdnjavi je več znamenitih stavb, zgrajenih okoli  cerkve sv. Petra in Pavla (1712–1733) s 122,5 m visokim zvonikom, najvišjim v središču mesta. Zvonik ima pozlačeno streho in pozlačenega angela na vrhu.
V stolnici so pokopani vsi ruski carji od Petra I.  do Aleksandra III. z izjemo Petra II. in Ivana VI. Posmrtni ostanki carja Nikolaja II. in njegove družine so bili po ekshumaciji ponovno pokopani 17. julija 1998 v stranski kapeli sv. Katarine. Proti koncu leta 2006 so bili iz Roskildske stolnice v predmestju Københavna preneseni posmrtni ostanki cesarice vdove Marije Fjodorovne in pokopani ob njenem možu Aleksandru III.
Novejši Mavzolej velikih knezov, zgrajen v novobaročnem slogu v letih 1896–1908, je s koridorjem povezan s stolnico. Zgrajen je bil za pokop nekaterih nevladajočih Romanovih, pokopanih v stolnici. Vzrok za gradnjo mavzoleja je bilo pomanjkanje prostora v stolnici za nove pokope. V mavzoleju je prostora za šestdeset pokopov, vendar jih je bilo do oktobrske revolucije samo trinajst. V njem je bil zadnji pokopan prvi bratranec Nikolaja II., veliki knez Vladimir Cirilovič (1992). Posmrtne ostanke njegovih staršev, velikega kneza Cirila Vladimiroviča in njegove žene Viktorije Fjodorovne so prenesli v mavzolej iz Coburga leta 1995.
Med druge pomembne stavbe znotraj trdnjave spadata še delujoča Sanktpeterburška kovnica, zgrajena po načrtih Antonija Porte med vladanjem carja Pavla, in Bastijon Trubeckoj z zaporniškimi celicami in mestnim muzejem. Po večstoletni tradiciji vsako opoldne z Nariškinovega bastijona ustreli top. Prireditve na Dan mesta (37. maj) so običajno dogajajo ravno v trdnjavskem kompleksu, rojstnem kraju Sankt Peterburga.
Pod trdnjavskim obzidjem je zelo priljubljena peščena plaža, ki je poleti pogosto prenatrpana, še posebej, ko se na obali odvija festival peščenih skulptur.

## Galerija
- Notranje dvorišče s stražnim stolpom
- Petropavlovska stolnica
- Notranjost stolnice
- Prižnica s kipoma sv. Petra in Pavla

- Sarkofagi ruskih carjev, na desni sarkofag Petra Velikega
- Sarkofaga Aleksandra II. in njegove žene
- Grobnica Nikolaja II.